# Tablet (magazine)
Ne doit pas être confondu avec The Tablet.
Tablet est un magazine en ligne conservateur axé sur l'actualité et la culture juive,.
Le magazine est fondé en 2009 et est soutenu par la fondation Nextbook. Sa rédactrice en chef est Alana Newhouse.

## Histoire
Tablet a été fondée en 2009 avec le soutien de la fondation Nextbook, en tant que version réaménagée et axée sur l'actualité de la revue littéraire juive Nextbook. Ses reportages se sont largement concentrés sur l’actualité et la culture juives,.

## Baladodiffusions
En 2015, Tablet a lancé Unorthodox, un podcast sur la vie et la culture juives, animé par Stephanie Butnick, Liel Leibovitz et Joshua Malina. Le podcast présente un résumé hebdomadaire des « Nouvelles des Juifs », une interview avec un « Juif de la semaine » et une interview avec un « Gentil de la semaine »,. Le podcast a été téléchargé plus de six millions de fois et produit un spectacle en direct qui s'est produit à travers les États-Unis,.
De 2014 à 2022, Tablet s'est associé au podcast Israel Story au cours de ses six premières saisons,.

## Collaborateurs
La rédactrice en chef de Tablet est Alana Newhouse. Son mari David Samuels est rédacteur littéraire.
Sasha Senderovich et Shaul Magid sont tous deux devenus critiques à l'égard de Tablet après y avoir initialement contribué. Senderovich a quitté le magazine après une série d'articles de 2017 dans lesquels Liel Leibovitz défendait le conseiller de Trump, Sebastian Gorka, tandis que Magid a quitté le magazine en 2021 après avoir estimé que sa critique interne du contenu conservateur était inefficace.
L'équipe de contributeurs et d'éditeurs contributeurs de Tablet comprend les journalistes Matti Friedman, Wesley Yang et Michael C. Moynihan, les écrivains de fiction Howard Jacobson, Dara Horn, David Bezmozgis, Ayelet Tsabari, Etgar Keret et Ben Marcus, les universitaires Anthony Grafton, Elisa New, Bernard-Henri Lévy, Edward Luttwak, Walter Russell Mead, Norman Doidge, Jacob Soll, Michael Lind, Natalie Zemon Davis et Maxim D. Shrayer,, les romanciers Marc Weitzmann et Kinky Friedman, les critiques Marco Roth et J. Hoberman et le caricaturiste Jules Feiffer.